# Sauveterre, Gard
Sauveterre là một xã trong vùng Occitanie. Xã Sauveterre, Gard nằm ở khu vực có độ cao trung bình 98 mét trên mực nước biển. Xã này nằm giữa hai xã Villeneuve-les-Avignon ở phía nam và Roquemaure ở phía bắc và giáp sông Rhône về phía đông, giáp Pujeaut về phía tây. Kinh tế địa phương chủ yếu là nông nghiệp. Toà lâu đài Montsauve ở đây xây vào thế kỷ 17, lâu đài Varenne xây năm 1778.

## Dân số
| Năm | 1962 | 1968 | 1975 | 1982  | 1990  | 1999  | 2008 |
| --- | ---- | ---- | ---- | ----- | ----- | ----- | ---- |
| Dân số | 762  | 913  | 911  | 1 159 | 1 378 | 1 696 | 1795 |
| From the year 1962 on: No double counting—residents of multiple communes (e.g. students and military personnel) are counted only once. |      |      |      |       |       |       |      |